# Aleksy Antkiewicz
Aleksy Antkiewicz (12 novembre 1923 – Danzica, 3 aprile 2005) è stato un pugile polacco.

## Palmarès

### Olimpiadi
- Argento a Helsinki 1952 nei pesi leggeri.
- Bronzo a Londra 1948 nei pesi piuma.